# Сомелиер
Сомелиер (или сомелие) (на френски: Sommelier) е обучен професионалист с богати познания в областта на виното, който обикновено работи за изискани ресторанти и се специализира във всички аспекти на дегустацията на вино. Той е човекът, който отговаря за закупуването, съхранението на вината и представянето им на клиента.

## Произход на името и професията
Съвременната дума произлиза от френски и се появява за първи път през Средновековието, когато така са наричани придворните слуги, заети с транспорта на стоки. Употребата на термина датира от времена, в които за това се използват товарни животни (магарета, мулета, катъри, някои видове домашни коне). На стар провансалски диалект думата saumalier означава водач на този тип добитък, а sauma се е наричало самото животно или товарът му. На средновековен латински sagma означава самар, дисаги (торбите, провесвани от двете страни на седлото).

## Съвременно сомелиерство
В днешни дни (19.-21. век) ролята на сомелиера е добила по-широко значение и освен работата единствено с вина, може да включва всички аспекти на ресторантьорството, с преобладаващ фокус върху спиртни напитки, коктейли, минерални води и тютюн. Най-важната му работа е в областите на поръчките на вино, съхранението му, ротацията на винарската изба и експертното обслужване на клиентите. Сомелиерът изготвя винената листа в заведението, занимава се с дегустация на вина и препоръчва такива на посетителите на ресторанта. Той е посредникът между производителя и консуматора на вина, алкохолни напитки, кафе и пури и е в директен контакт с клиентите на ресторанта и има задължението да се съобразява с техните вкусови предпочитания и бюджет.
Сомелиерът може да отговаря и за обучаването на персонала в един ресторант. Съвместно с кулинарния екип в ресторанта, сомелиерите могат да предлагат вина, които най-добре ще се допълнят с дадено ястие от менюто. Това умение изисква задълбочени познания относно това как храна, вино, бира, спиртни напитки и други напитки се съчетават едни с други в хармония.

## Асоциации
Съществува Международна асоциация на сомелиерите (A.S.I.), член на която от 2001 г. е Българската асоциация на сомелиерите.